# 张夔 (宋朝)
张夔（1068年—1157年），字柏举，号致尧。宋代广东潮州府海阳县隆眼城都（今属汕头市澄海区莲华镇）人，唐宋潮州八贤之一。宋政和八年（1118年）擢进士。为政廉明，宋高宗赐玺书「南有张夔，北有周昕」。历任茂名令、廉州判官、知新州等。
著有《禄隐集》，今已佚。文章散录于《阮通志·艺文略》，《海阳县志·艺文略》，《潮州志·艺文略》。诗作《和送举人》，现存《永乐大典》潮字号53415册中，《潮州宋诗三百首》中也有其作品。